# Entercom
Ентерком Сервіс (англ. Entercom Service) — компанія, основним напрямком якої є надання послуг IT-аутсорсингу у сфері системного адміністрування (адміністрування локальних мереж, комп'ютерів, мережевих пристроїв, серверів різного типу з різними ОС).

## Історія
2006 офіційно зареєстрована компанія Ентерком (Entercom). Початком стало об'єднання спільних зусиль фахівців у налаштуванні комп'ютерних мереж і систем зв'язку (АТС різних виробників і моделей: Panasonic, LG, Samsung, Nortel; а через 10 років і АТС Grandstream).
2008 року зареєстровано міжнародний знак і компанія маючи підряд починає надавати послуги з розробки і підтримки сайтів. (На даний час такі послуги не надаються).
2010 відкрито відділ ремонту і продажу безперебійного обладнання будь-якого рівня (від звичайних ДБЖ, до систем автономного живлення стратегічного значення).
Очікуючи майбутній попит послуг хмарних сервісів, в березні 2013 вводиться допоміжна послуга «Хмарний сервер».
Травень 2013 — клієнтам з договором на комп'ютерне обслуговування можуть надаватись послуги з встановлення і налаштування систем відеоспостереження.
З серпня 2013 компанія веде свою діяльність, як ТОВ Ентерком Сервіс.
Після подій з Petya у 2017 компанія надає нову послугу: сервери резервних копій за межами країни.
Наступного року компанія надає потужності різноманітних серверів за межами країни.
Клієнтами компанії (по комп'ютерному обслуговуванню) є: як підприємці малого бізнесу, так і представництва світових брендів.

## Послуги що надаються
На даний час компанія має: основний IT-відділ, відділ UNIX підтримки та відділ ремонту і продажу джерел безперебійного живлення.

#### В основні обов'язки IT-відділу входить
- консультування користувачів ПК з IT-питань;
- обслуговування різних офісних АТС;
- адміністрування активного мережевого обладнання (маршрутизатори та точки доступу Wi-Fi: MikroTik, Cisco, Dell, TP-Link, D-Link, Asus, Ubiquti[en], Fortinet, ZyXEL, Linksys, Netgear, Xiaomi та ін.; мережеві накопичувачі (NAS), мережеві екрани (FireWall) тощо);
- адміністрування пасивного мережевого обладнання (комутатори (switches), патч панелі, медіаконвертери) та серверного обладнання (серверні шафи, стійки);
- налаштування складних мереж і мереж Wi-Fi;
- обслуговування серверів різних типів та з різними ОС (як Unix, так і вся лінійка Microsoft Servers), адміністрування різних систем віртуалізації;
- підбір оптимального обладнання і пропозиції по модернізації IT-мережі.

##### Також за вимогою надаються такі послуги
- Віртуальні («хмарні») сервери різних характеристик (Україна, деякі країни Європи);
- Хостинг електронної пошти з моментальною синхронізацією;
- Сервери резервних копій;
- Сервери IP-телефонії.

#### Відділ Unix в цілодобовому режимі підтримує
- різноманітні UNIX системи;
- весь набір зазвичай вживаного ПЗ Unix платформ;
- мережеве обладнання нижніх рівнів.

#### Відділ ДБЖ
надає послуги професійного ремонту джерел безперебійного живлення торгових марок: APC, EATON,Mustek, Powercom, Powerware, Ippon та ін.
Компанія пропонує виключно надійні і перевірені бренди, якісні комплектуючі, що протестовані власним відділом ДБЖ в самих жорстких умовах протягом багатьох років.
Клієнтами відділу ДБЖ є, як фізичні особи з невеликими ДБЖ, так і великі компанії (у тому числі і держ. установи високого рівня, чи банківські сховища) з потужними системами автономного електроживлення.